# Pedro Fernández de Cabrera y Bobadilla
Pedro Fernández de Cabrera y Bobadilla, II conde de Chinchón (Chinchón, Madrid, p. siglo XVI - Balsaín, Segovia, 19 de agosto de 1575), noble y hombre de Estado español.

## Biografía
Era hijo de Fernando de Cabrera y Bobadilla, I conde de Chinchón, y de Teresa de la Cueva y Álvarez de Toledo, hija del duque de Alburquerque. Contrajo matrimonio con la hija del conde de Melito, Mencía de Mendoza y de la Cerda, y tuvo ocho hijos: cuatro varones y cuatro mujeres:
1. Diego Fernández de Cabrera y Bobadilla, que sucedió en el título.
2. Teresa de Cabrera y la Cueva, casada con el conde de Lemos.
3. Andrés de Cabrera y Bobadilla, obispo de Segovia y de Zaragoza.
4. Pedro de Cabrera y Bobadilla, que combatió en La Goleta y en Mazalquivir.
5. Diego de Cabrera y Bobadilla, colegial en el de los Caballeros Manriques de Alcalá, que murió mozo.
6. Ana de Cabrera y la Cerda, dama de la reina Ana de Austria.
7. Mencía de Cabrera y la Cerda, casada con el III marqués del Valle de Oaxaca.
8. María Leonor de la Cerda, que casó con Alfonso Cavazzi, conde y barón de la Somaglia.

Heredó el extenso condado de Chinchón y las demás propiedades a la muerte de su padre Fernando, en 1521. También se desempeñó como mayordomo de Felipe II, consejero en los Consejos de Estado, Guerra, Italia y Aragón, alférez mayor perpetuo de Segovia —según el título dado en El Bosque a 20 de septiembre de 1566— y tesorero general de la Corona de Aragón por juro de heredad y real despacho del 17 se septiembre de 1558, dado en el monasterio de Santa María de Valldonzella (el oficio había vacado por muerte de Rodrigo de Castro Acevedo y Fonseca).
Falleció en la Casa del Bosque, en Balsaín (Segovia), el 19 de agosto de 1575.